# Dragonja (wieś)
Dragonja – wieś w Słowenii, w gminie Piran. W 2018 roku liczyła 430 mieszkańców.